# Polyalthia
Polyalthia là chi thực vật có hoa trong họ Annonaceae. Có khoảng 86-90 loài phân bố từ châu Phi tới châu Á và các đảo trên Thái Bình Dương.

## Phân bố
Các loài trong chi này là bản địa châu Á nhiệt đới, Madagascar, Queensland và châu Á ôn đới.

## Các loài
Chi lớn này được biết đến như là đa ngành, với nhiều loài đang được tách ra và gán sang các chi khác. Một số loài cũng được chuyển từ chi khác sang nó (như P. malabarica từ Phaeanthus).
Plants of the World Online hiện tại coi các loài sau là hợp lệ:
- Polyalthia angustissima  Ridl. - Nhọc cánh hẹp.
- Polyalthia barenensis  Bân - Nhọc ba rền.
- Polyalthia borneensis  Merr., 1929
- Polyalthia bracteosa  Bân - Nhọc nhiều lá bắc.
- Polyalthia bromantha  I.M.Turner
- Polyalthia brunneifolia  J.Sinclair
- Polyalthia bullata  King
- Polyalthia castanea  Ridl.
- Polyalthia cauliflora  Hook.f. & Thomson
- Polyalthia celebica  Miq.
- Polyalthia charitopoda  I.M.Turner
- Polyalthia chinii  I.M.Turner & Utteridge
- Polyalthia chrysotricha  Ridl.
- Polyalthia cinnamomea  Hook.f. & Thomson
- Polyalthia clemensiorum  Jovet-Ast - Quần đầu Clemens.
- Polyalthia consanguinea  Merr. - Nhọc sần.
- Polyalthia corticosa  (Pierre) Finet & Gagnep. - Nhọc quých, cây hột quýt, quần đầu vỏ dày.
- Polyalthia debilis  (Pierre) Finet & Gagnep. (đồng nghĩa: Popowia cambodica Finet ex Gagnep., 1906) - Nhọc núi đinh, bồ bốt cam bốt.
- Polyalthia dictyoneura  Diels
- Polyalthia dolichopoda  I.M.Turner
- Polyalthia dumosa  King
- Polyalthia elegans  K.Schum. & Lauterb.
- Polyalthia elliptica  (Blume) Blume
- Polyalthia endertii  D.M.Johnson
- Polyalthia evecta  (Pierre) Finet & Gagnep. - Chè mỹ, quần đầu chở, quần đầu bảo chánh.
- Polyalthia flagellaris  (Becc.) Airy Shaw
- Polyalthia fruticosa  (Jessup) B.Xue & R.M.K.Saunders
- Polyalthia gamopetala  Boerl. ex Koord.-Schum.
- Polyalthia gracilicolumnaris  H.Okada, Tsukaya & Suleiman
- Polyalthia gracilipes  Merr.
- Polyalthia guabatuensis  I.M.Turner & Utteridge
- Polyalthia guamusangensis  I.M.Turner & Utteridge
- Polyalthia heteropetala  (Diels) Ghesq.
- Polyalthia hirtifolia  J.Sinclair
- Polyalthia hispida  B.Xue & R.M.K.Saunders
- Polyalthia ichthyosma  I.M.Turner
- Polyalthia igniflora  D.M.Johnson
- Polyalthia insignis  (Hook.f.) Airy Shaw (đồng nghĩa Polyalthia elmeri Merr.)
- Polyalthia intermedia  (Pierre) Bân - Chùm rụm, quần đầu trung gian.
- Polyalthia johnsonii  (F.Muell.) B.Xue & R.M.K.Saunders
- Polyalthia kanchanaburiana  Khumch. & Thongp.
- Polyalthia kinabaluensis  I.M.Turner
- Polyalthia lanceolata  S.Vidal
- Polyalthia lancilimba  C.Y.Wu ex P.T.Li
- Polyalthia lasioclada  I.M.Turner
- Polyalthia lateritia  J.Sinclair
- Polyalthia longirostris  (Scheff.) B.Xue & R.M.K.Saunders
- Polyalthia luzonensis  B.Xue & R.M.K.Saunders
- Polyalthia malabarica  (Bedd.) I.M.Turner
- Polyalthia meghalayensis  V.Prakash & Mehrotra
- Polyalthia microsepala  Diels
- Polyalthia microtus  Miq.
- Polyalthia miliusoides  I.M.Turner
- Polyalthia mindorensis  Merr.
- Polyalthia miniata  Teijsm. & Binn.
- Polyalthia minima  Jovet-Ast
- Polyalthia minutiflora  Elmer
- Polyalthia monocarpioides  I.M.Turner
- Polyalthia montis-silam  D.M.Johnson
- Polyalthia moonii  Thwaites
- Polyalthia motleyana  (Hook.f.) Airy Shaw
- Polyalthia myristica  I.M.Turner
- Polyalthia novoguineensis  (H.Okada) B.Xue & R.M.K.Saunders
- Polyalthia obliqua  Hook.f. & Thomson
- Polyalthia oblonga  King
- Polyalthia pakdin  I.M.Turner & Utteridge
- Polyalthia parviflora  Ridl.
- Polyalthia persicifolia  (Hook.f. & Thomson) Bedd.
- Polyalthia pisocarpa  (Hassk.) I.M.Turner
- Polyalthia polyphlebia  Diels
- Polyalthia praeflorens  Bân
- Polyalthia pumila  Ridl.
- Polyalthia rufescens  Hook.f. & Thomson
- Polyalthia saprosma  I.M.Turner
- Polyalthia sessiliflora  (Ast) Bân
- Polyalthia socia  Craib
- Polyalthia spathulata  (Teijsm. & Binn.) Boerl.
- Polyalthia stellata  (Heusden) B.Xue & R.M.K.Saunders
- Polyalthia stenopetala  (Hook.f. & Thomson) Finet & Gagnep.
- Polyalthia stenophylla  I.M.Turner
- Polyalthia subcordata  (Blume) Blume - Loài điển hình.
- Polyalthia suberosa  (Roxb.) Thwaites
- Polyalthia submontana  (Jessup) B.Xue & R.M.K.Saunders
- Polyalthia sympetala  I.M.Turner
- Polyalthia tipuliflora  D.M.Johnson
- Polyalthia trochilia  I.M.Turner
- Polyalthia venosa  Merr.
- Polyalthia verrucipes  C.Y.Wu ex P.T.Li
- Polyalthia watui  K.M.Wong
- Polyalthia xanthocarpa  B.Xue & R.M.K.Saunders
- Polyalthia yingjiangensis  Y.H.Tan & B.Xue

### Chuyển đi
Theo Plants of the World Online, các loài sau được chuyển sang các chi khác:
- Disepalum
  - Polyalthia pingpienensis P.T.Li là đồng nghĩa của Disepalum plagioneurum (Diels) D.M.Johnson
- Huberantha Chaowasku
  - Polyalthia cerasoides (Roxb.) Bedd. là đồng nghĩa của Huberantha cerasoides (Roxb.) Chaowasku[6]
  - Polyalthia korinti (Dunal) Benth. & J. Hk. ex J. Hk. & Thoms là đồng nghĩa của Huberantha korinti (Dunal) Chaowasku
  - Polyalthia nitidissima là đồng nghĩa của Huberantha nitidissima (Dunal) Chaowasku
  - Polyalthia palawanensis Merr. là đồng nghĩa của Huberantha palawanensis (Merr.) I.M.Turner
- Phaeanthus
  - Polyalthia macropoda (Miq.) F.Muell. là đồng nghĩa của Phaeanthus ophthalmicus (Roxb. ex G.Don) J.Sinclair
- Meiogyne
  - Polyalthia laddiana A.C.Sm. là đồng nghĩa của Meiogyne laddiana (A.C.Sm.) B.Xue & R.M.K.Saunders
- Monoon Miq.
  - Polyalthia coffeoides (Hook.f. & Th.)  là đồng nghĩa của Monoon coffeoides (Thwaites ex Hook.f. & Thomson) B.Xue & R.M.K.Saunders[7]
  - Polyalthia fragrans (Dalz.) Bedd.
  - Polyalthia glabra (Hook.f. & Th.) James Sincl.
  - Polyalthia hookeriana King
  - Polyalthia hypogaea King
  - Polyalthia longifolia (Sonn.) Thwaites là đồng nghĩa của Monoon longifolium (Sonn.) B.Xue & R.M.K.Saunders[8]
  - Polyalthia macropoda King là đồng nghĩa của Monoon borneense (H.Okada) B.Xue & R.M.K.Saunders
  - Polyalthia pachyphylla King là đồng nghĩa của Monoon pachyphyllum (King) B.Xue & R.M.K.Saunders
  - Polyalthia shendurunii Basha & Sasi. nay là Monoon shendurunii (Basha & Sasidh.) B.Xue & R.M.K.Saunders
  - Polyalthia simiarum (Buch.-Ham. ex Hook.f. & Thomson) Hook.f. & Thomson là đồng nghĩa của Monoon simiarum (Buch.-Ham. ex Hook.f. & Thomson) B.Xue & R.M.K.Saunders
- Wuodendron B.Xue, Y.H.Tan & Chaowasku (đơn loài)
  - Polyalthia litseifolia C.Y.Wu ex P.T.Li là đồng nghĩa của Wuodendron praecox (Hook.f. & Thomson) B.Xue, Y.H.Tan & X.L.Hou

## Hình ảnh

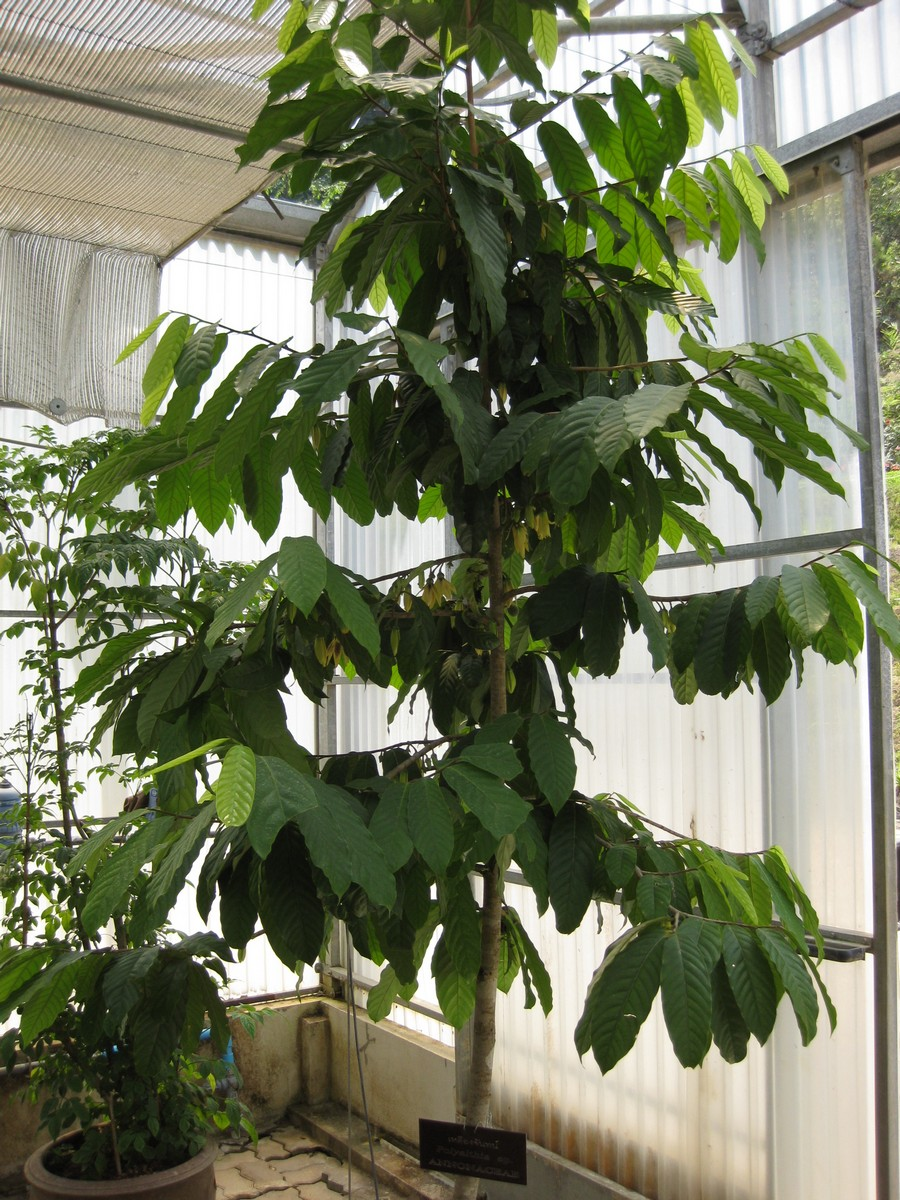
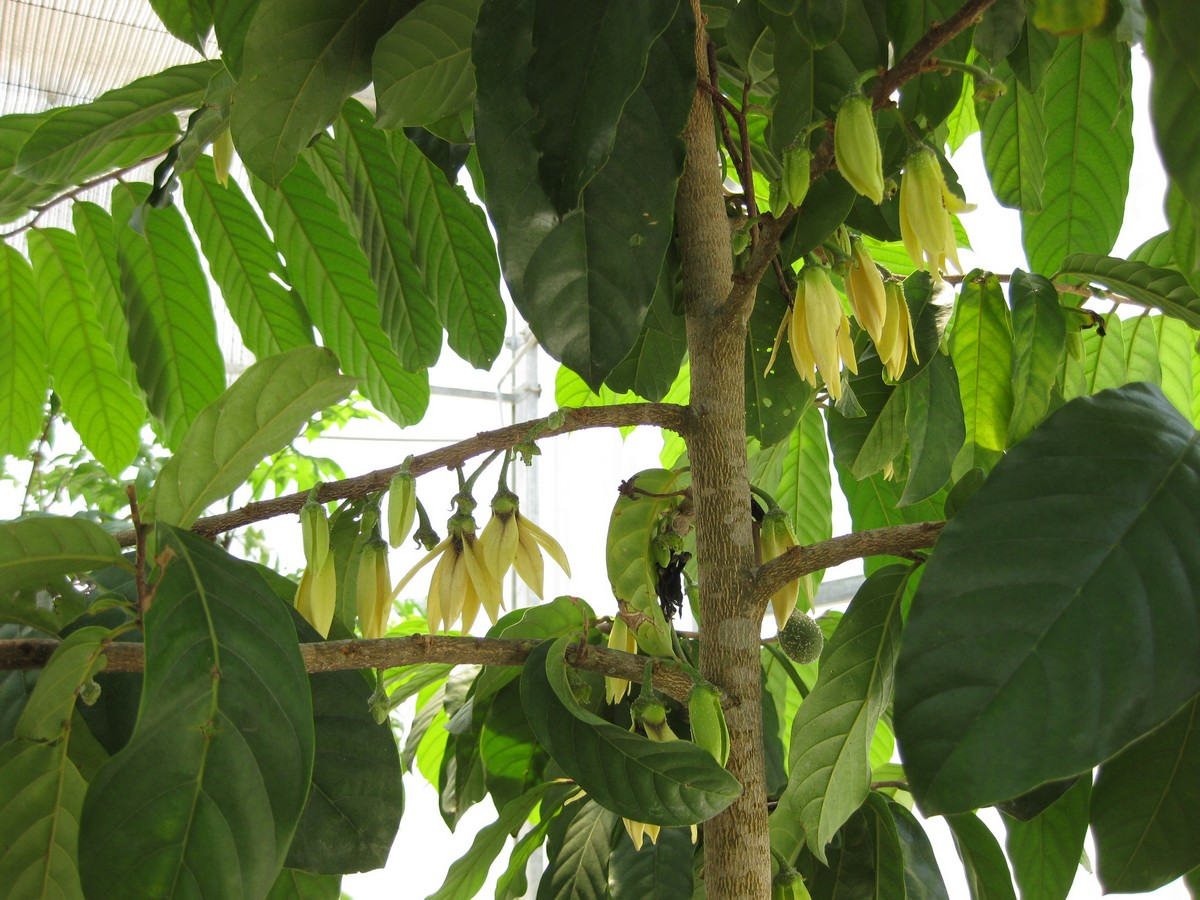
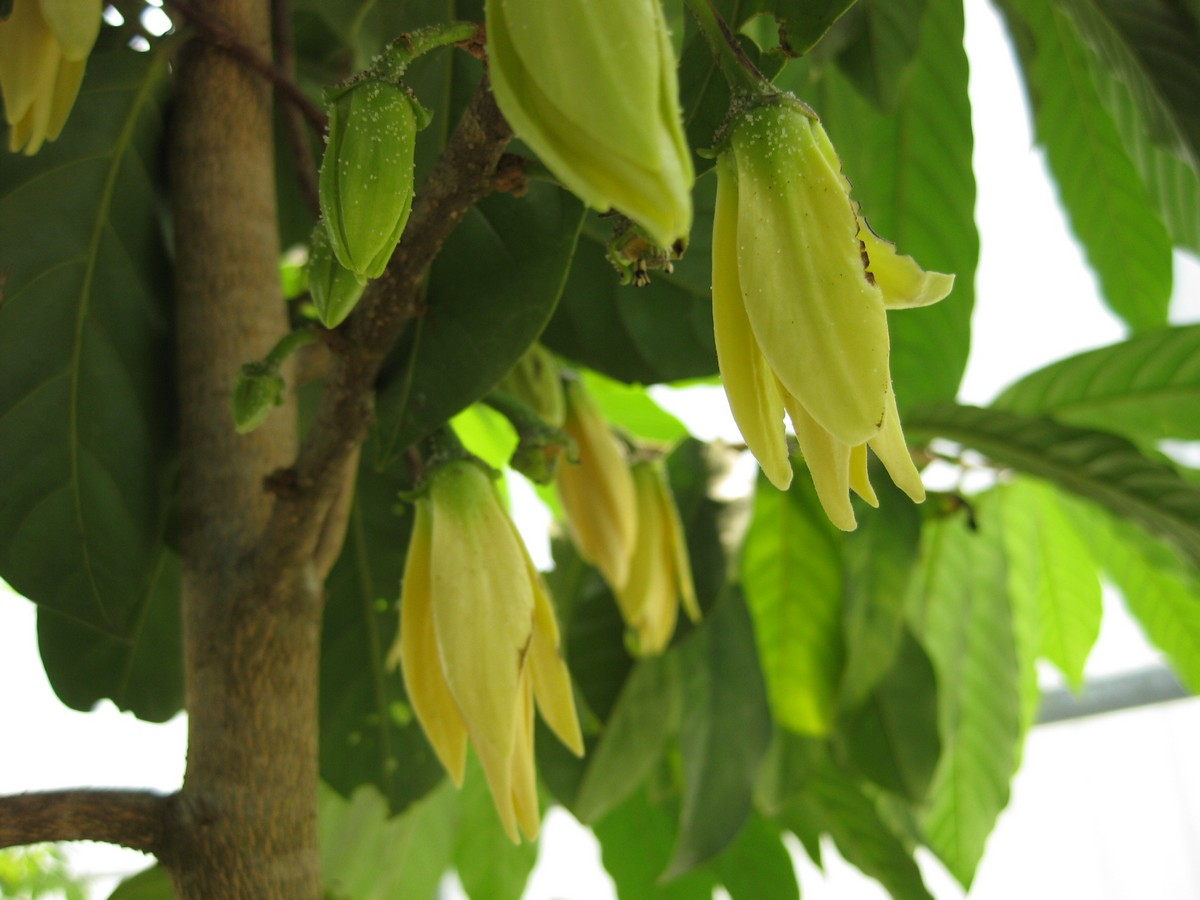
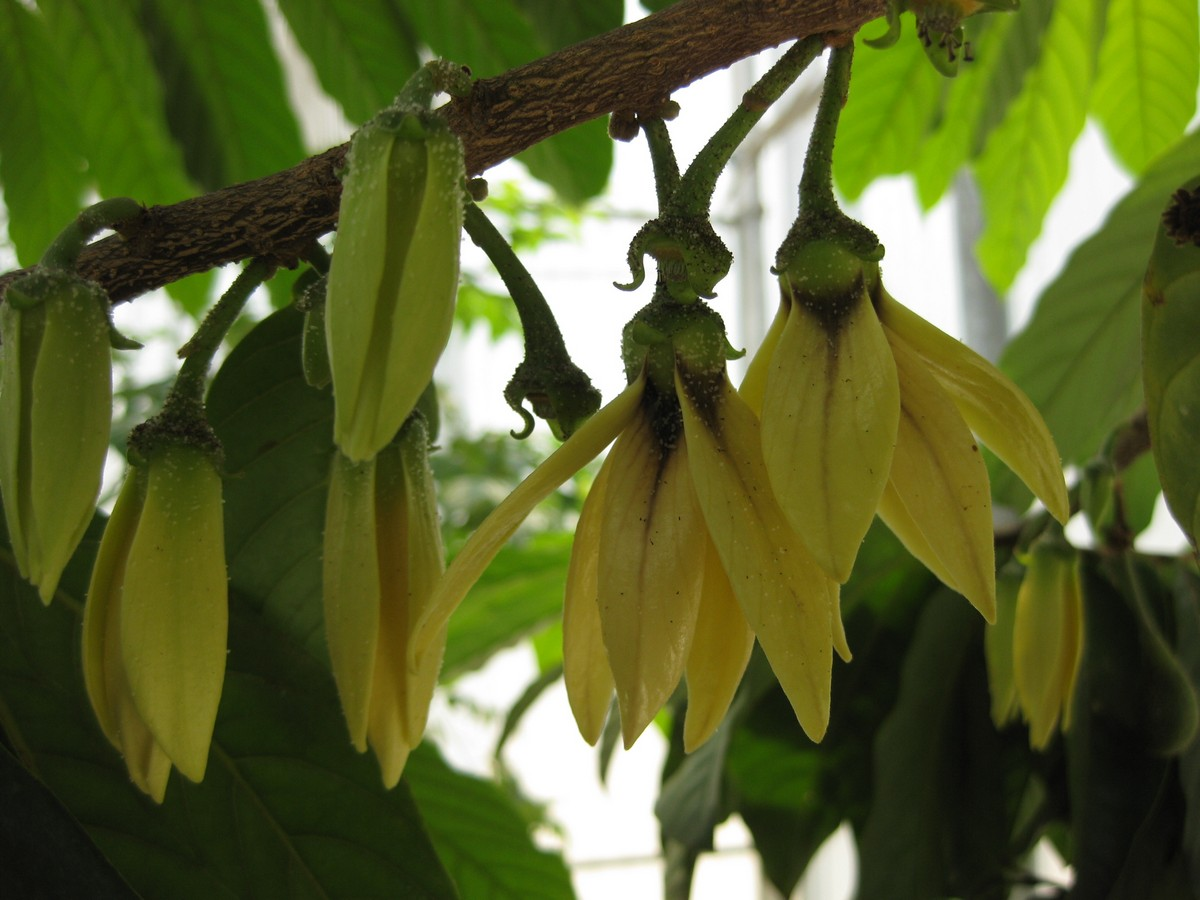